# 陳沛然
陳沛然（英語：Pierre Chan），前香港立法會議員（醫學界功能界別），亦為律敦治醫院內科副顧問醫生，出生於香港。他亦是第六屆香港立法會中，唯一一名中間派和完成整屆會期的非建制派議員。

## 早期經歷
陳沛然成長於單親家庭。早年就讀伍華書院中學部（1993年中五）、保良局莊啟程預科書院，2000年畢業於香港大學醫學院，後取得腸胃肝臟科專科醫生資格。
2000年至2010年於瑪麗醫院工作10年，2010年轉職律敦治醫院至今。

## 政治生涯
2014至2016年間，擔任香港公共醫療醫生協會會長；自2016年起，擔任選舉委員會委員、醫務委員會委員、立法會議員（醫學界）。
自2015年起，參與了爭取公立醫院醫生薪酬機制加薪運動。亦曾就公共醫療預算問題及醫管局為紓緩公立醫院壓力的議題如藥物重配發表意見。
2016年立法會就醫委會的改革議題上，陳沛然亦代表公共醫療醫生協會提出改革意見。
2016年7月23日，陳沛然宣佈參選2016年香港立法會選舉，表示倘若當選，最大的目標是重啟醫委會改革。
2016年9月4日的立法會選舉中，陳沛然戰勝前民建聯成員、建制派的黃以謙，當選立法會議員，是會內唯一中間派議員。
2021年8月26日，香港特別行政區候選人資格審查委員會認為鄭松泰不符合當然委員身份，宣佈其資格無效，並即時喪失立法會議席。陳沛然因此成為會內唯一中間派和唯一非建制派議員。
2021年9月19日，陳沛然在網誌宣布，指其在任期內見到香港出現極大變化，政治形勢也波濤洶湧，決定不再參選下一屆立法會選舉，但會繼續履行醫者的使命，盡心醫治每一位病人，又希望香港早日走出困境。

## 政治立場
陳沛然自認政治立場「偏黃」，他反對梁振英連任，也反對「袋住先」方案，但卻不願意「被泛民」，定義自己為中間派，這是因為在醫學界選民中，多數為建制派。他表示若在醫療政策上有不義方案，也會拉布盡力阻止惡法通過。他雖然拒絕參加泛民議員的聯署，但卻加入了飯盒會，又拒絕與梁振英單獨閉門會面，希望在政場上不偏左、右，堅持走在中間做實事，冀望能做到同時代表業界內的藍、黃陣營。他要求梁振英不要再推出令社會撕裂的政策，說「醫委會改革令醫患對立；政改一事令警民對立，但警察只是執行職務，事件與他們無關」。

## 指控醫管局高層
2019年6月17日，陳沛然召開「受傷市民到醫院求診被捕，揭露醫管局高層再講大話」記者會，指連日來收到醫護人員投訴，指醫院管理局管理層自6月12日至6月13日期間，透過重大事件調查及災難支援系統將反對逃犯條例修訂草案佔領行動中受傷的示威者資料洩露給警方，嚴重違反私隱守則和危及病人安全。 
陳沛然指出：
1. 醫管局總部指示前線醫護員工記下「Mass Gathering」和「Mass Gathering outside Legco」，這兩項資料絕不是「以臨床需要為基礎」，也沒有臨床必要；
2. 醫管局於6月14日新聞稿聲稱「維護病人私隱」；
3. 醫管局於6月15日新聞稿聲稱，「只會向外公布整體傷病數字…，與及簡單情況分類，例如危殆、嚴重，穩定等，不會提供個別病人的個人或臨床資料」；
4. 可是醫管局的電腦系統卻有一個版面，讓警方可在某幾間醫院急症室內的電腦，以特別連結無需登入和密碼，拿取病人資料；
5. 醫管局電腦系統的「Disaster Case List (Police)」，紀錄6月12日至6月13日兩日間，有76名病人是在立法會外大型集會受傷到醫院求診，該紀錄詳列個人資料及入院出院時間等。

陳沛然認為醫管局管理層在這事上至少犯下3宗罪：
1. 大話連篇，將示威傷者資料洩露予警方；
2. 違反私隱守則，沒有維護病人權益；
3. 新聞稿文過飾非，掩飾真相，誤導公眾。

陳沛然要求醫管局管理層公開道歉，公開報警真相及立即停止申報系統運作；並要求個人資料私隱專員公署介入調查，以挽回市民和醫管局前線醫護的信心。

## 著名言論
陳沛然於郭偉強指衛報相信係世衛報章一事中加入抽水行列，建議大台可重拍「擔心字典」，「例如世界衛生組織的報章，是衛報；世界衛生組織的訊息，叫衛訊；世衛幹事去花市買蘭花，衛蘭(食字冷笑話)」。

## 足球
陳沛然除關注業界的急症室和醫管局監管問題，也會關心樹木保育等議題。而本身是足球迷的他亦關心和支持香港的足運發展。

2017至2019年，他參加香港賽馬會五人足球聯賽，踢過甲乙組賽事。

在2018–19球季，他更加入了凱景預備隊參與香港預備組聯賽與及甲組五人足球聯賽，並獲得不少上陣機會，並在預備組賽事射入一球，更奪得2018-19年度 賽馬會五人足球賽足總盃亞軍。
2020年，因全球冠狀病毒大流行，陳醫生為了專心醫療工作而暫時放下足球聯賽。

2025年，陳沛然代表香港參加中國第15屆全運會群眾比賽足球項目五人制足球老將組賽事，並且獲得全國亞軍，為香港足球奪得一面銀牌。

## 著作
- 《我是立法會足球員，興趣做醫生》
- 《撐醫生，護病人，香港要健康》
- 《醫生爸爸抗疫記》

## 外部連結
- 陳沛然 博客 （页面存档备份，存于）
- 陳沛然競選網站 （页面存档备份，存于）
- 支持陳沛然醫生 Support Pierre的Facebook專頁